# Dilar septentrionalis
Dilar septentrionalis is een insect uit de familie van de Dilaridae, die tot de orde netvleugeligen (Neuroptera) behoort. 
Dilar septentrionalis is voor het eerst wetenschappelijk beschreven door Navás in 1912.